# Reptadeonella violacea
Reptadeonella violacea är en mossdjursart som först beskrevs av Johnston 1847.  Reptadeonella violacea ingår i släktet Reptadeonella och familjen Adeonidae. Inga underarter finns listade i Catalogue of Life.